# 瓦拉塞奥尼
瓦拉塞奥尼（Wara Seoni），是印度中央邦Balaghat县的一个城镇。总人口22966（2001年）。

## 人口
该地2001年总人口22966人，其中男性11618人，女性11348人；0—6岁人口2699人，其中男1394人，女1305人；识字率75.96%，其中男性为82.17%，女性为69.61%。